# Chrysobalanus cuspidatus
Chrysobalanus cuspidatus är en tvåhjärtbladig växtart som beskrevs av Antoine Duss och August Heinrich Rudolf Grisebach. Chrysobalanus cuspidatus ingår i släktet Chrysobalanus och familjen Chrysobalanaceae. Inga underarter finns listade i Catalogue of Life.